# Американець (роман)
Американець (англ. The American) — роман Генрі Джеймса, спочатку опубліковано посерійно в журналі «The Atlantic Monthly» в 1876—1877 роках, а пізніше скомпільовано і видано у вигляді цілісної книги у 1877 році.
Роман є незвичайним поєднанням соціальної комедії й мелодрами у вигляді пригод Крістофера Ньюмана, добросердного, проте безтактного американського бізнесмена, що розпочинає вперше в житті турне по Європі. Ньюман шукає світ, відмінний від буденщини й сурових реалій американського бізнесу XIX ст. У подорожі вдається зіткнутися як з красою, так і потворністю Європи, навчаючись не приймати ані те, ані інше як обов'язкове. В центрі роману — лілеїння Ньюмена молодої вдови з аристократичної паризької сім'ї.

## Теми
Твір здобув популярність як перший міжнародний роман, в якому протиставлено догірний й грандіозний Новий Світ і культурний, проте грішний Старий Світ. Джеймс задумував роман як відповідь на п'єсу Александра Дюма-сина «Чужинець», в якому американці представлені грубими й неохайними. Хоча Ньюмен інколи надто прямолінійний і самовпевнений, його чесність і оптимізм надаються більшою приязню в уявлені Америки.

## Літературна вага і критика
Коли 1907 року Джеймс зібрався переглянути книгу для включення в нью-йоркське видання своєї художньої літератури, він зрозумів, наскільки химерним видався сюжет. Тому вніс до книги величезні зміни, намагаючись зробити все, що відбувається, більш правдоподібним, але все одно змушений був визнати у своїй передмові, що «Американець» залишається скоріше традиційним романом, ніж реалістичним.
Більшість критиків висловили жаль з приводу змін у нью-йоркському виданні, вважаючи їх прикрим затьмаренням початкової палкості та чарівності роману. У сучасних виданнях зазвичай використовується рання версія книги. Критики зазвичай визнають, що друга половина роману хибує на неправдоподібність, але все ж таки вважають книгу яскравим і привабливим прикладом раннього стилю Джеймса. Останнім часом дехто критикує Ньюмена як нестерпного і навіть імперіалістичного західника. Але герой Джеймса, як і раніше, знаходить багато прихильників як серед критиків, так і серед читачів у цілому.
Роман «Американець» в цілому добре написаний і легко доступний для сучасного читача, більше, ніж деякі з пізніших романів Джеймса. Особливо добре промальовано дружбу Ньюмена з Валентином де Белеґардом, а описи паризького життя вищого класу відрізняються жвавістю.

## Екранізації
Джеймс, який завжди жадав успіху в театрі, на початку 1890-х років переробив «Американця» в п'єсу для британського актора-менеджера Едварда Комптона. Ця драматична версія суттєво змінила оригінальний роман і навіть закінчилась щасливо, щоби порадувати театральних глядачів. П'єса була поставлена в Лондоні й інших англійських містах, отримавши славний успіх.
У 1998 році Служба громадського сповіщення (PBS) відзняла телевізійну кіноверсію твору з режисером Полом Унвіном, а в головних ролях Меттью Модайн, який грає Кристофера Ньюмана, Діана Рігг у ролі мадам де Белеґарде й Ешлінґ О'Саліван у ролі Клер де Сінтре. Майкл Гастінґс уклав сценарій, який суттєво відрізняється від оригіналу, що містить зокрема сексуальні сцени між Ньюманом і Ноемі, а також Валентином і Ноемі.